# Silvino Louro
Silvino de Almeida Louro (Setúbal, 5 marzo 1959) è un allenatore di calcio ed ex calciatore portoghese, di ruolo portiere, preparatore dei portieri.

## Carriera

### Giocatore

#### Club
Dopo i primi anni nelle porte di Vitória Setúbal e Vitória Guimarães, viene notato dal Benfica nel 1984, ma passa la prima stagione senza giocare. Viene allora prestato al Desportivo das Aves la stagione seguente. Quando torna, guadagna il posto di titolare, che tiene fino al 1993, quando viene sostituito da Neno. Negli ultimi anni torna a Setúbal e gioca per una stagione nel Porto, dove però si infortuna. Chiude la carriera al Salgueiros.

#### Nazionale
Debutta nella porta della nazionale portoghese il 13 aprile 1983 contro l'Ungheria, ma non viene convocato per Francia 1984. Diventa titolare fisso nel 1988 per poi venire sopravanzato da Vítor Baía. È proprio per sostituire lui, infortunato, che torna brevemente in nazionale nel 1998, nelle qualificazioni per Francia 1998.

### Allenatore
Diventa preparatore dei portieri per l'allenatore portoghese José Mourinho, seguendolo fin dal 2001 prima al Porto, poi al Chelsea nel 2004, all'Inter nel 2008, quindi al Real Madrid nel 2010, di nuovo al Chelsea nel 2013 e, infine, al Manchester United nel 2016. Dopo quest'ultima esperienza, tuttavia, Silvino non raggiunge l'allenatore portoghese al Tottenham nel 2020 e quindi si interrompe il sodalizio tra i due dopo 19 anni e 24 trofei conquistati. Dal marzo al novembre del 2021 ha allenato i portieri dell’Al-Hilal sotto Ricardo Formosinho con il quale aveva lavorato nello staff di Mourinho al Manchester e al Tottenham.
Nel corso della sua carriera ha avuto modo di allenare portieri del calibro di Vítor Baía, Petr Cech, Julio Cesar, Iker Casillas Thibaut Courtois e David de Gea.

## Palmarès

### Giocatore
- Campionato portoghese: 4 :

Benfica: 1986-1987, 1988-1989, 1990-1991, 1993-1994
- Coppa di Portogallo: 3

Benfica: 1984-1985, 1986-1987, 1992-1993
- Supercoppa di Portogallo: 2

Benfica: 1989, 1996